# Jürgen Heinsch
Jürgen Heinsch (4. července 1940 Lübeck – 14. července 2022) byl východoněmecký fotbalový brankář. Po skončení aktivní kariéry působil jako trenér.

## Fotbalová kariéra
Ve východoněmecké oberlize hrál za FC Hansa Rostock, nastoupil ve 176 ligových utkáních. Ve Veletržním poháru nastoupil ve 2 utkáních. Reprezentoval Německo na LOH 1964 v Tokiu, nastoupil v 5 utkáních a získal s týmem bronzové medaile za 3. místo. Za východoněmeckou fotbalovou reprezentaci nastoupil v letech 1963–1965 v 7 utkáních.

## Ligová bilance
| Ročník          | Zápasy | Góly |                  |
| --------------- | ------ | ---- | ---------------- |
| I. liga 1959    | 10     | 0    | Empor Rostock    |
| I. liga 1960    | 19     | 0    | Empor Rostock    |
| I. liga 1961/62 | 20     | 0    | Empor Rostock    |
| I. liga 1962/63 | 0      | 0    | Empor Rostock    |
| I. liga 1963/64 | 24     | 0    | Empor Rostock    |
| I. liga 1964/65 | 20     | 0    | Empor Rostock    |
| I. liga 1965/66 | 22     | 0    | FC Hansa Rostock |
| I. liga 1966/67 | 21     | 0    | FC Hansa Rostock |
| I. liga 1967/68 | 22     | 0    | FC Hansa Rostock |
| I. liga 1968/69 | 2      | 0    | FC Hansa Rostock |
| I. liga 1969/70 | 10     | 0    | FC Hansa Rostock |
| I. liga 1970/71 | 6      | 0    | FC Hansa Rostock |
| CELKEM I. liga  | 176    | 0    |                  |